# Moste, Šmohor - Preseško jezero
Moste (nemško Brugg) je naselje občine Šmohor - Preseško jezero v okraju Šmohor na Koroškem v Avstriji.